# Thaya-Kamp-Weg
Der Thaya-Kamp-Weg ist ein von Raabs an der Thaya nach Rosenburg führender Wanderweg in Niederösterreich.

## Wegbeschreibung
Mit einer Länge von rund 45 km verbindet der am Hauptplatz in Raabs an der Thaya beginnende Weg den Zusammenfluss der Deutsche Thaya und der Mährischen Thaya mit der Mündung der Taffa in den Kamp, wofür er nur Flussläufen oder den Tälern folgt und nur über den Seebsbach zur Großen Taffa über Fluren verläuft. Der Weg führt über Aigen, Nondorf an der Wild und Mödring nach Horn und endet an der Straßenkreuzung in Rosenburg.